# U 64 (U-Boot, 1939)
U 64 war ein U-Boot vom Typ IX B, welches im Zweiten Weltkrieg von der deutschen Kriegsmarine eingesetzt wurde.

## Geschichte
Der Bauauftrag für das Boot wurde am 16. Juli 1937 an die Deschimag/AG Weser in Bremen vergeben. Die Kiellegung erfolgte am 15. Dezember 1938 und der Stapellauf im September 1939. Die Indienststellung unter Kapitänleutnant Georg-Wilhelm Schulz fand am 16. Dezember 1939 statt.
Das Boot gehörte bis zum 31. März 1940 als Ausbildungsboot zur 1. U-Flottille in Kiel. Vom 1. April 1940 bis zu seiner Versenkung war es als Frontboot der 2. U-Flottille in Wilhelmshaven zugeteilt. Als sogenanntes „Maling“ führte U 64 am Turm das Bild eines Elches oder einer abgemagerten Kuh, Torpedos aus Maul und After speiend.
U 64 unternahm während seiner Dienstzeit eine Feindfahrt, auf der es keine Schiffe versenkte oder beschädigte. Das Boot lief am 6. April 1940 um 13.15 Uhr von Wilhelmshaven aus und erreichte am 12. April 1940 um 23.00 Uhr Narvik. Es hatte gerade erst die Ausbildungsfahrten beendet und sollte, auf seinem ersten Einsatz, den Hilfskreuzer Orion in den Atlantik begleiten. Am 9. April 1940 kam unter dem Stichwort Hartmut der Befehl, nach Narvik zu laufen, wo das Boot die deutschen Invasionsstreitkräfte, Kommodore Friedrich Bontes 10 Zerstörer, unterstützen sollte. Am 11. April 1940 sichtete U 64 vor dem Vestfjord einen britischen Zerstörer. Ein Angriff misslang wegen eines Fehlers in der Tiefensteuerung des Torpedos. U 64 wurde entdeckt und mit Wasserbomben belegt. Es konnte aber entkommen und am nächsten Tag in Narvik einlaufen. Nach einem britischen Luftangriff auf den Hafen von Narvik, bei dem U 64 jedoch unversehrt blieb, ließ Kommandant Schulz das Boot in den Herjangsfjord verholen. Am nächsten Tag ankerte es dicht vor dem Ort Bjerkvik, um einige Reparaturen durchzuführen.
An diesem 13. April 1940 fand die zweite Schlacht um Narvik statt. Um die Mittagszeit hatte U 64 seine Reparaturen fast beendet, als es vom Bordflugzeug des britischen Schlachtschiffs Warspite angegriffen wurde. Die Besatzung der Swordfish attackierte das U-Boot mit zwei Bomben und Maschinengewehrfeuer. Eine Bombe detonierte an der Steuerbordseite, während die zweite an Backbord, dicht neben dem Bug, traf. U 64 erlitt schwere Wassereinbrüche im Vorschiff und sackte vorne schnell weg. Der Kommandant befahl, die Schotten zu schließen und das Boot zu verlassen. Als zwölf Männer das Boot verlassen hatten, sah Schulz, dass die Zeit zum Aussteigen für den Rest seiner Mannschaft nicht reichen würde. Da aber das Wasser an dieser Stelle nur 35 Meter tief war, bestand noch eine Chance, mit dem Tauchretter von „unten“ auszusteigen. Daher wurde das Turmluk sofort geschlossen und das Boot sank um 13.45 Uhr auf Position 68° 33′ N, 17° 33′ O im Marine-Planquadrat AG 1156. 40 Minuten später kamen noch 27 Überlebende an die Wasseroberfläche. Auch sie konnten schließlich von deutschen Gebirgsjägern geborgen werden. Acht Besatzungsmitglieder blieben vermisst; wahrscheinlich waren sie bereits durch den Bombentreffer am Vorschiff ums Leben gekommen.
Der Kommandant des Boots, Kapitänleutnant Georg-Wilhelm Schulz, kehrte über Schweden nach Deutschland zurück, um dort U 124 in Dienst zu stellen.
Das Wrack von U 64 wurde im August 1957 gehoben und verschrottet.